# Pasteurs Tårn
Pasteurs Tårn ligger i Carlsberg Byen, Köpenhamn och är med sina 125,7 meter och 37 våningar Själlands högsta skyskrapa. Pasteurs Tårn är en del av ett stort byggprojekt med flera nya byggnader som byggs i det gamla industriområdet vid Carlsberg. Pasteurs Tårn, som är ritad av Wingårdhs Arkitektkontor, är den högsta bostadsbyggnaden i Köpenhamn och näst högsta i Danmark. Inflyttning skedde oktober 2022.